# Prekmurje
Prékmurje (, madžarsko Muravidék, prekmursko Prekmürje, Prekmörje, hrvaško Prekomurje, nemško Übermurgebiet) je nižinska pokrajina na skrajnem severovzhodnem delu Slovenije, ob meji z Avstrijo, Madžarsko in Hrvaško, na levem bregu reke Mure, po kateri je tudi dobila ime. Pokrajina je večinoma v kmetijski rabi poljedelska, večji mesti pa sta Murska Sobota in Lendava. 
Prekmurje je bilo vedno in je še vedno gospodarsko in politično odmaknjeno od ostalih slovenskih pokrajin. Zaradi geografske lege in politike je bilo mnogo bolj podvrženo raznarodovalnim vplivom od konca 11. stoletja dalje. Vsi ti dejavniki so vplivali na etnični in jezikovni značaj slovenskega Prekmurja, ki je obsegalo komaj okrog 1.000 km² in bilo ob koncu madžarske okupacije naseljeno z okoli 90.000 prebivalci, ki so ohranili svoj slovenski značaj do združitve s Kraljevino SHS leta 1919.

## Etimologija
V preteklosti ni bilo enotnega poimenovanja za pokrajino med Muro in Rabo. V srednjem veku so imenovali severni in severozahodni del Dobrazemlja (madž. Dobrafölde), ker je pripadal gospostvu Dobri (danes Neuhaus am Klausenbach, Gradiščanska, Avstrija). V 13.-16. stoletju se je imenovala Murska Sobota in njeno območje (ravenski del Prekmurja) Belmura (znotraj Mure).
Škofija v Győru je cerkvenoupravno vodila župnije v današnjem Srednjem in Severnem Prekmurju (v zgodovinski Železni županiji), kjer je ustanovila slovensko dekanijo, ki se je imenovala Tótság v madžarščini. V latinskih dokumentih se piše Circumiacentibus Sclauonicis pagis ali Districtus Tóthságiensis. Mikloš Küzmič je prevedel poimenovanje v prekmursko slovenščino Slovenska okroglina. Tót je staromadžarsko poimenovanje vseh Slovanov. Pozneje so imenovali z nazivom tót le Hrvate v Slavoniji, Slovence med Muro in Rabo in Slovake. Danes Madžari rabijo naziv tót izključno za Slovake.
Južno Prekmurje (Dolinsko v zgodovinski Zalski županiji) je pripadalo zagrebški škofiji. Tamkajšnji dokumenti omenijo ta kraj kot Transmurania, Districtus Transmuranis. Cesarica Marija Terezija je 1777 ustanovila novo škofijo s sedežem v Sombotelu, ki je cerkvenoupravno združila Slovence v Železni in Zalskem. Tedaj so začeli imenovati pokrajino Vendvidék, slovensko Slovenska krajina. Naziv vend je nastal pod nemškim vplivom kot novo madžarsko poimenovanje Slovencev od 19. stoletja.
Božidar Raič uporablja prvič naziv Prekmurje kot skupno poimenovanje cele slovenske pokrajine (torej današnjega Prekmurja v Sloveniji in Porabja na Madžarskem). Raič je študiral v Zagrebu in je verjetno na podlagi starih dokumentov zagrebške škofije tvoril izraz Prekmurje iz latinskega naziva Transmurania.
Naziv Prekmurje se uradno v rabi od združitve (1919). Toda veliko Prekmurcev se je obotavljalo temu nazivu, ker se jim je zdel slabšalen. Tudi Jožef Klekl st. je vztrajal pri nazivu Slovenska krajina.

## Geografija
Prekmurje je gričevnato - ravninska pokrajina. Geografsko je razdeljeno na tri območja: gričevnato področje severno od Murske Sobote je Goričko; jugozahodno proti Muri in Avstriji je Ravensko, jugovzhodno od Murske Sobote je Dolinsko. Nad Lendavo je panonski osamelec, manjše gričevnato področje Lendavske gorice. Goričko je spričo žive kulturne krajine bilo leta 2003 prepoznano kot naravna vrednota, ki jo je vredno ohranjati kot Krajinski park, na stiku z Naravnim parkom ob Rabi na avstrijskem Gradiščanskem in Narodnim parkom Őrség, ki zajema območje Porabskih Slovencev v Železni županiji in obmolje v Zalski županiji na Madžarskem. Ob reki Muri je izjemno bogat poplavni svet z značilno floro in favno, ki ga varuje UNESCO kot biosferno območje (MAB) v petih državah. 
Najvišji vrh Prekmurja - Sotinski breg (418 mnm), ki se dviga v naselju Sotina. Na njegovem vrhu je bilo leta 2018 odkrito gradišče ovalne oblike z obrambnim okopom, v velikosti približno 180 x 72 m. Najdišče je bilo ob širitvi kamnoloma poškodovano. Najdeni odlomki lončenine in kamnitega orodja so datirani v bakrena in bronasta dobo.
Površina Prekmurja je 948,48 km².

## Politika in uprava
Prekmurje je del Pomurske statistične regije, ki deloma obseže tudi sosednjo Prlekijo.
V Republiki Sloveniji že je načrtovana ustanovitev pokrajin, ki bi bile upravne enote s svojo samoupravo. V predhodnih načrtih je bilo nameravano ustanoviti regijo Pomurska pokrajina v Vzhodni Sloveniji, ki bi obsegla celo Prekmurje in občine Apače, Gornja Radgona, Radenci in Sveti Jurij ob Ščavnici. Občine Ljutomer, Veržej, Razkrižje in Križevci bi bile priključene bodoči regiji Vzhodno Štajerska pokrajina. Župani teh občin, ki ne bi bile del Pomurske pokrajine, niso se strinjali predlogom. 7. julija 2022 je bil potrjen predlog za ustanovitev Pomurske pokrajine, katere območje bo enako trenutni Pomurski statistični regiji.
Edina pokrajinska politična stranka v Prekmurju je Neodvisna Stranka Pomurja (NSP). Večje slovenske stranke (SDS, PoS, N.Si, Svoboda) tudi imajo v Prekmurju svoje lokalne frakcije.

### Upravna delitev
V Prekmurju je 19 občin ter vse skupaj 176 naselij in 2 mesti (Murska Sobota in Lendava).
Ozemlje prekmurskih občin zemljepisno večkrat ni enotno. Kajti npr. Moravske Toplice so naselje na Ravenskem, a skoraj polovica naselij v občini se nahaja na Goričkem. Tudi Puconci so ravensko naselje, kljub temu večinoma goričke vasi pripadajo puconski občini.

#### Občine v Prekmurju
- Občina Beltinci,
- Občina Cankova,
- Občina Črenšovci,
- Občina Dobrovnik,
- Občina Gornji Petrovci,
- Občina Grad,
- Občina Hodoš,
- Občina Kobilje,
- Občina Kuzma,
- Občina Lendava,
- Občina Moravske Toplice,
- Mestna občina Murska Sobota,
- Občina Odranci,
- Občina Puconci,
- Občina Rogašovci,
- Občina Šalovci,
- Občina Tišina,
- Občina Turnišče,
- Občina Velika Polana

Največja prekmurska občina so občina Moravske Toplice (144,5 km²), najmanjša je občina Hodoš (18,1 km²). Mestna občina Murska Sobota ima največ prebivalcev v Prekmurju (18758 prebivalcev). Najmanj naseljena je občina Hodoš (353 prebivalcev).

## Zgodovina Prekmurja
Slovenski prebivalci Prekmurja so se vse do konca prve svetovne vojne razvijali ločeno politično, gospodarsko in kulturno in bili pod močnim vplivom madžarizacije, ki pa ni obrodila resničnih sadov, saj so ohranili svojo slovensko narodno zavest. Prekmurci so nekaj časa živeli v Slovenski krajini (to ime se je med njimi udomačilo ob začetku 19. stoletja), v dveh komitatih ali županijah: Železno in Zala, cerkveno pa so katoličani spadali pod sombotelsko škofijo.
Prekmurje se je v marsičem razlikovalo od drugih slovenskih dežel. Samo tu je na primer obstajala prava zemljiška veleposest z obdelovalnimi površinami, skoraj povsod drugod je bila ta gozdna. Tu so kmetje imeli tudi zelo malo obdelovalne zemlje. Značilne so bile ozke in zelo dolge njive. Tu je nastal tudi agrarni proletariat, ki je iskal delo tudi na ozemlju današnje Madžarske, medtem ko danes iščejo Madžari delo v Prekmurju.
Čeprav so že 1848 obstajali poizkusi, da bi se Prekmurci povezali z rojaki, so živeli precej samosvoje. K temu je prispevala tudi verska različnost, saj so med njimi živeli tudi protestanti luteranske in kalvinske veroizpovedi. Poleg Madžarov je med prekmurskimi Slovenci v mestih živelo tudi precej madžarskih Judov. Prekmurski Slovenci so bili, zlasti po uvedbi dualizma, pod močnim madžarskim pritiskom in so ohranjali svojo identiteto z verskimi knjigami v madžarskem črkopisu, katoličani in zlasti protestanti v narečju, ki jih je na eni strani odtegovalo od vsenarodne skupnosti, notranje pa bolj povezovalo zaradi svoje različnosti. Prekmurski Slovenci so bili izpostavljeni madžarskim pritiskom zaradi želje oblasti, da bi iz mnogonarodne Ogrske ustvarili enonarodno Madžarsko. Tako je šolski zakon iz 1908 določal, da morajo ne madžarski otroci po končanem 4. razredu osnovne šole govoriti in pisati madžarsko.
Narodno zavest je na prelomu iz 19. v 20. stoletje začela dvigati skupina katoliških duhovnikov, ki so se zbirali okoli Frana Ivanocija. Prvič so tu slovensko zastavo razvili šele 1897, in sicer na novi maši Ivanocyjevega sodelavca Jožefa Klekla na Tišini. Sestavili so politični program, ki je poudarjal pomen
vere v zasebnem in javnem življenju, verski pouk v materinščini in zahteval lokalne časopise v njej. V programu je bila vključena tudi zahteva po železniški povezavi s sosednjimi pokrajinami, zmanjšanju carin in regulaciji Mure. Klekl je ne le na Ogrskem, temveč tudi v Sloveniji hotel avtonomojo za Prekmurje. Širili so knjige Mohorjeve družbe, še vedno pa so izdajali tudi časopise in knjige v domačem slovenskem jeziku. Prava jezikovna in kulturna enotnost z vsemi Slovenci je dejansko začela nastajati šele po prvi svetovni vojni.
V Prekmurju vlada dvojezičnost že od nekdaj, zato tudi lokalno narečje vsebuje mnogo madžarskih izposojenk in obratno ter ima tudi fonem več kot knjižna slovenščina.

## Demografija

### Prebivalstvo
Število prebivalcev v Prekmurju je 77.908 (2017), katerega večina so Prekmurci. Tudi živijo še v Prekmurju Madžari in Romi. V severozahodnem kotu in v večjih naseljih (Murska Sobota, Beltinci, Grad, Lendava, Turnišče) so živeli nekoč Nemci, ki so bili večinoma izgnani po drugi vojni. Nekateri so se pomešali s Slovenci.
Avtohtonsko slovensko prebivalstvo v Prekmurju govori prekmurščino. Po prvi vojni so bile naseljene slovenske družine zlasti v Lendavo in njeno okolico (kjer je bilo prebivalstvo večinoma madžarske narodnosti) iz Italije in današnje slovenske Primorske. Potomci teh naseljencev govorijo ali knjižno slovenščino ali pa primorsko slovensko narečje.
Nekateri prekmurskih Romov govorijo prekmursko romščino. Največji romski zaselki v Prekmurju so v Kraščih, Gornjih Črncih, Doliču, Kuštanovcih in Pušči.

### Jezik
Prekmurščina se je razvijala zelo ločeno od drugih slovenskih narečij. Tudi med Muro in Rabo se je izoblikovala posebna pokrajinska knjižna norma slovenščine kot na Kranjskem in Štajerskem, čeprav so v 17. stoletju evangeličanski duhovniki v Slovenski okroglini že imeli Sveto pismo Jurija Dalmatina in knjige Primoža Trubarja v svojih rokah.
Prekmurska književnost se je začela z rokopisno tradicijo v prvi polovici 16. stoletja. Prva tiskana knjiga v prekmurščini je bila izdana 1715 (Franc Temlin: Mali katechismus). Štefan Küzmič s prevodom Nove Zaveze (Nouvi Zákon, 1771) in Mikloš Küzmič s svojim zelo priljubljenim molitvenikom (Kniga molitvena, 1783) sta kodificirala prekmurski knjižni jezik.
Bilo je mnogo avtorjev, ki so napisali kakovostna in važna dela v prekmurščini, npr.: Jožef Košič, Aleksander Terplan, Janoš Kardoš, Jožef Borovnjak, Imre Augustič, Jožef Pustaj itn. Tako je prekmurščina dosegla vse funkcijske zvrsti knjižnega jezika (bil je jezik liturgije, leposlovja, publicistike in znanstvenosti), zaradi tega je bila ohranjena kot knjižni jezik tudi po prvi vojni.
Niti tisti prekmruski izobraženci niso se hoteli odreči prekmurskemu jeziku, ki so se borili za priključitev Prekmurja k matični domovini. Zato v prvi polovici 20. stoletja so nadaljevali prekmursko književnost. Najpomembnejši avtorji tega obdobja so Jožef Sakovič, Janoš Flisar, Jožef Baša Miroslav, Avgust Pavel itn.
Po drugi vojni je bila prekmurščina prepovedana v komunistični Jugoslaviji. Nova prekmurska književnost se je začela razvijati le po osamosvojitvi Slovenije. 2019 je bil prekmurski jezik sprejet v register nesnovne kulturne dediščine Republike Slovenije, na pobudo prekmurskega društva General Maister. Od 2021 je vpisan v petletni nacionalni program jezikovne politike Republike Slovenije, ki omogoča večjo veljavo prekmurščini in sofinanciranje projektov za njeno ohranjanje, razvoj in promocijo. Tudi se je postavila možnost pouka v prekmurskem jeziku v šolah in možnost ponovne standardizacije knjižne prekmurščine.

### Največja naselja
Glede na obseg je največja občina v Prekmurju občina Moravske Toplice z 28 pripadajočimi naselji (144,5 km²). Druga največja je občina Lendava s 23 naselji (123,0 km²), tretja pa občina Puconci tudi s 23 naselji (107,58 km²). Najmanjši občini sta občina Odranci (6,9 km²) in občina Kobilje (19,7 km²).
Glede na prebivalstvo je najbolj naseljena občina Murska Sobota z 18 tisoč prebivalci (11 tisoč ljudi živi v mestu). Druga najbolj naseljena je občina Lendava z 10 426 prebivalci (2954 ljudi živi v mestu). Na tretjem mestu je občina Beltinci z 8059 prebivalci (2430 v Beltincih, drugi v pripadajočih naseljih).
Večina prebivalstva živi v vaseh.

### Religija
V Prekmurju največja verska skupnost so katoliki. V Murski Soboti je sedež Soboške škofije, ki je bila ustanovljena 2006 na ozemlju bivšega Pomurskega naddekanata mariborske škofije. Škofija ima v Prekmurju dve dekaniji: soboška (14 župnij) in lendavska (11 župnij).
Druga največja skupnost so verniki Evangeličanske cerkve augsburške veroizpovedi. V Prekmurju je 12 luteranskih svetišč: v Gornjih Petrovcih, Križevcih, Pečarovcih, Hodošu, Murski Soboti, Bodoncih, Puconcih, Selu, Moravskih Toplicah, Domanjševcih, Lendavi in Gornjih Slavečih.
V znatnem številu živijo v Prekmurju binkoštniki. Binkoštništvo je razmeroma mlada protestantska verska skupnost v pokrajini. Z binkoštnim gibanjem so se srečali prvič prekmurski emigranti v ZDA. Povratniki so ustanovili prvo binkoštniško skupnost v Veščici pri Murski Soboti. Danes imajo binkoštniki šest molilnic v Prekmurju: v Nuskovi, Vadarcih, Murski Soboti, Ženavljah, Veščici in Fokovcih.
Prekmurski Madžari sledijo večinoma katoliški in evangeličanski veri. V Pordašincih in Motvarjevcih živijo Madžari kalvinske vere. Lahko zasledimo še mohamedance in pravoslovane, ki so potomci bosanskih, srbskih, makedonskih in albanskih priseljencev iz nekdanjih socialističnih republik bivše Jugoslavije.
V Murski Soboti imajo molilnico verniki Jehovovih prič in Adventistične cerkve.
V Prekmurju pripadniki različnih verskih skupnosti živijo v zglednem sožitju in mirni strpnosti.
- Cerkev sv. Ladislava v Beltincih
- Luteranska cerkev v Moravskih Toplicah
- Binkoštna cerkev (molilnica) v Vadarcih
- Evangeličanska kapela v Andrejcih
- Kapela svetega Petra in Pavla v Lukačevcih

## Gospodarstvo
Prekmurje je manj razvita agrarna regija in je gospodarsko najbolj zaostala pokrajina Republike Slovenije. Po pisanih virih so Slovenci iz tega okolja v 18. in 19. stoletju začeli hoditi na sezonsko delo, najprej ob košnjah, žetvah in mlatenjih v druge madžarske kraje. Pozneje so že delali v tovarnah in tujini (Avstrija, Nemčija, ZDA). Slovenski sezonski delavci so tako zagotovili prihranke za zimo svojim domačim v Slovenski krajini.
Zunanje zaposlovanje je še danes značilno v Prekmurju: mnogo Prekmurcev mora delati drugje v Sloveniji ali tujini (zlasti v Astriji in Nemčiji).
V Prekmurju rabijo največ denarja za infrastrukturo in socialno oskrbo, najmanj denarja pa porabijo za pobudo ustanovitve podjetij in okrepitev gospodarskih infrastruktur. Ker v Prekmurju ni samostojne upravne enote, v regiji ni določenega gospodarsko-razvojnega programa.
Mesti (Murska Sobota, Lendava) in večje občine (Beltinci, Moravske Toplice) so dosti bolj razviti od manjših naselij. Naselja, ki ležijo ob meji z Avstrijo, so bolj razvita (bogatejša) od drugih. Tu živi namreč največ ljudi, ki redno hodijo delat v tujino.

### Poljedelstvo
V preteklosti so Prekmurci živeli izključno iz kmetijstva, čeprav je bila kakovost kmetijske proizvodnje različna v podpokrajinah. Ravensko in Dolinsko imata boljšo obdelovalno zemljo. Na Goričkem ima ornica zelo majhno plodnost, ker je zemlja glinasta tla, a ponekod kamnita. Ta značilnost v veliki meri oteži kmetijsko proizvodnjo. Zato je bilo v preteklosti največ sezonskih delavcev (in tudi izseljencev) z Goričkega.
Glavne vrste žita so pšenica, koruza, rž, oves, ječmen in ajda. Druga najpomembnejša prekmurska kulturna rastlina, ki je zaščitni znak lokalne kulinarike je buča.
Gorička podpokrajina je bolj ustrezna za sadjarstvo in vinogradništvo. V zadnjih časih si je pridobila velik sloves Vinska klet Marof v Mačkovcih. Tudi je Lendava in njena okolica znamenit vinorodni kraj. V Lendavskih goricah so idealne okoliščine za vinogradništvo.
Dandanes se stalno zmanjšuje intezivnost kmetijstva v Prekmurju. Sposobna so za proizvodnjo le večja posestva. Zaradi tega nastanejo gozdovi na območju zapuščenih pašnikov, njiv in travnikov zlasti na Goričkem.

### Industrija
Na koncu 19. stoletja so bile ustanovljene prve tovarne v Slovenski krajini: v Murski Soboti, Monoštru in Dolnji Lendavi. Industrializacija Prekmurja se je razmahnila po drugi vojni. Tedaj so ustanivili železarno, tekstilno tovarno, tovarno čevljev in predelovalni obrat. Največ jih je prenehalo po osamosvojitvi Sloveniji, veliko delavcev pa je ostalo brez zaposlitve.
Črpanje nafte se je začelo pred prvo vojno v okolici Dolnje Lendave. Danes je prenehala eksploatacija ogljikovodikov.
Od 2000. so se nastanile nove firme v Prekmurju in so bila ustanovljena nova podjetja. Te enote so sposobne zaposliti le mlajšo delovno generacijo. Imajo samo mladi ljudje ustrezno izobrazbo in delovne izkušnje. 2018 so profitirale prekmurske firme neto 100 milijonov evrov. V Prekmurju so najbolj stabilne predelovalne, živilske in gradbene industrije. Kljub temu je nezanesljiva prihodnost podjetij in firm v Prekmurju zaradi pomanjkljivosti mlade delovne sile.
Gospodarska in industrijska razvitost je neenakomerna v Prekmurju: Goričko je gospodarsko najbolj nerazvit del Prekmurja. V Murski Soboti je največ infrastruktur, medtem ko so vasi v okolici mesta včasih tudi zelo nerazvite.

## Kultura
Iz Prekmurja izvira kar nekaj ljudskih običajev in navad. Med njimi so najbolj znani različni plesi, sejmi, obrti ter poroka s Pozvačini. V Sloveniji so znane prekmurske pesmi Marko skače, Rezanka, Gjaj, gjaj, gjaj.

### Noša
Tradicionalna moška noša je sestavljena iz visokih črnih čevljev, belih hlač, ki so iz debelega blaga, bele srajce, ki je iz tankega blaga, rjavega ali črnega telovnika, suknjiča ter črnega klobuka; ženska noša pa iz visokih črnih čevljev, dolgega belega krila, svetlega predpasnika, majice s kratkimi rokavi in bele jope.
V 19. stoletju so nosili obleko iz domačega platna tudi v Prekmurju. V obdobju pred prvo svetovno vojno so moški in ženske večinoma že nosili oblačila, ki so bila krojena pod vplivom tedanje preproste oblačilne mode in so bila podobna v večjem delu Slovenskega etničnega ozemlja. Ena izmed njih je, vsaj pri mlajših ženskah, privrženost beli ali svetlejši barvi oblačil, ki pa so bila narejena že iz bombažnega platna in sodobno krojena.
Po prvi svetovni vojni so se nosile po šegi 19. stoletja le še nekatere ženske; oblečene so bile v bele platnene rokave in krilo, bel ali drugo barven predpasnik, pokrite pa s pečo. Okrog leta 1915 je mlajša poročena ženska oblekla za ples belo in tu in tam tudi vzorčasto oprijeto bluzo dolgo na pole rezano rjavo krilo na pas, ki je bilo v pasu le malo nagubano. Na krilu so bile ped nad spodnjim robom prišite dva prsta široke črne čipke. Opasan je omela bel predpasnik, katerega traka sta bila zavezana v poškrobljeno pentljo. Obute je imela črne nogavice in visoke črne čevlje. Pokrita je bila z belo naprej zavezano ruto, ki je imela drobne črne cvetlice. Domačini iz Melinec so imeli za ples pred prvo svetovno vojno z modro ali rdečo vezenino okrašene breguše približno dva centimetra nad hlačnimi resicami.
V Pomurju so nosile neveste modno obleko, narejeno iz bele svile ali tanke volne krem barve, že ob koncu 19 stoletja. Ženska je imela za poroko kremnato obleko, krilo in bluzo. Krilo je bilo razrezano v več pol, ki so se širile navzven. Reklin je bil iz enakega blaga. Na prsih je imel po vsej dolžini po štiri gubice na vsako stran. Samo na eni od štirih grbic so bile prišite ozke bele čipke. Na glavi je imela bel ali roza venec, ki je imel na levi in desni po eno kito. Belo spodnje bombažno krilo je imelo čipko ob robu. Ženin je imel praviloma temno, navadno črno kompletno obleko, ki so jo sestavljali hlače, telovnik in suknjič, dalje bela srajca, temen klobuk in črni visoki čevlji.

### Glasba
V Prekmurju je bilo leta 2003 ustanovljeno glasbeno gibanje Prekmurje Noise Conspiracy, ki je združevalo več glasbenih izvajalcev in jim pomagalo pri ustvarjanju.

### Kulinarika
Znani jedi, ki izvirata iz Prekmurja sta prekmurska gibanica in bograč. Manj znane pa so bujta repa, različne pečene močnate jedi, posolanka, ajdove, koruzne in pšenične, zlevanke, retaš (različni zavitki) in bosman (pogača). Obstaja še veliko vrst vin. Kot dodatek jedem se največkrat uporabljajta bučno olje, in ostra paprika
- Makovi rezanci
- Ajdova zlevanka
- Prekmurska gibanica
- Vrtanek
- Koruzne lepinje

## Prazniki
V Prekmurju so še danes važni cerkveni prazniki (prekmursko svetki). Dan priključitve Prekmurja k matičnemu narodu (17. avgust) je državni praznik na celem območju Republike Slovenije.
- 1. januar Novo leto
- Veliki post (praznik katolikov in evangeličanov)
- Veliki petek (praznik katolikov)
- Cvetna nedelja (praznik katolikov in evangeličanov)
- Velika noč, prekmursko Vüzen (nedelja in ponedeljek)
- 1. maj Praznik dela
- Jezusov vnebohod (praznik katolikov in evangeličanov)
- Binkoštna nedelja in ponedeljek (prekmursko Risali)
- Sveto rešnje telo in kri, prekmursko Tejlovo (praznik katolikov)
- 15. avgust Marijino vnebovzetje (katoliški praznik)
- 17. avgust Dan priključitve Prekmurja k matičnemu narodu
- 31. oktober Dan reformacije
- 1. november Verne duše (v prekmurščini den mrtvij)
- 25. december-26. december Božič
- 31. december Silvestrovo (prekmursko staro leto)

## Znani Prekmurci
- Blaž Jaklin (1644-1695), nitranski škof, svetnik cesarja Leopolda I.
- Jožef Marko Dravec (1697-1779), kanonik, cerkveni avtor
- Franc Temlin (18. st.), avtor prve prekmurske tiskane knjige
- Štefan Küzmič (1723-1779), prevajalec Svetega pisma
- Mikloš Küzmič (1737-1804), književnik
- Jožef Ficko (1772-1843), slovenskega rodu hrvaški književnik
- Jožef Košič (1788-1867), znanstvenik, jezikoslovec, književnik
- Janoš Kardoš (1801-1873), pisatelj, pesnik, prevajalec
- Aleksander Terplan (1816-1858), prevajalec Svetega pisma
- Jožef Borovnjak (1826-1909), narodni buditelj
- Imre (Mirko) Agustič (1837-1879), novinar, pesnik
- Franc Ivanocy (1857-1913), politik
- Sándor Mikola (1871-1945), šovinistični propagandist, fizik, matematik
- Jožef Sakovič (1874-1930), književnik, narodni buditelj
- Jožef Klekl (1874-1948), politik
- Števan Kühar (1882-1915), folklorist
- Mihael Fidel Sreš (1885-1959), matematik, fizik, teolog
- Avgust Pavel (1886-1946), znanstvenik, jezikoslovec, etnolog, prevajalec, pesnik
- Jožef Kerec (1892-1974), salezijanski misijonar na Daljnem vzhodu
- Vilmoš Tkalec (1894-1950), politični pustolovec
- Štefan Hozjan (1894-1949), vojaški pilot
- Jožef Baša Miroslav (1894-1916), pesnik
- Ludvik Vrečič (1900-1945), slikar
- Janoš Kühar (1901-1987), narodni buditelj
- Feri Novak (1906-1959), arhitekt
- Danijel Halas (1908-1945), mučenik
- Miško Kranjec (1908-1983), pisatelj
- Vilko Novak (1909-2003), slavist, jezikoslovec, zgodovinar, etnolog, prevajalec
- Lojze Kozar (1910-1999), duhovnik
- László Hadrovics (1910-1997), madžarski slavist, jezikoslovec
- Štefan Kovač (1910-1941), narodni odpornik
- Ivan Zelko (1912-1986), zgodovinar
- Ivan Škafar (1912-1983), literarni zgodovinar
- Ferdo Godina (1912-1994), pisatelj
- Anton Vratuša (1915-2017), diplomat, publicist
- Jože Kološa (1920-1998), fotograf
- Jožef Smej (1922-2020), zgodovinar, teolog, prevajalec
- Helena Sočič (1923-2017), biologinja, farmacevtka
- Miki Muster (1925-2018) animator, ilustrator, stripar
- Evgen Titan (1929-2015), športni delavec, hokejist na travi
- Jože Hradil (1934-2015), jezikoslovec, prevajalec
- Jože Zadravec (1935-2002), zdravnik, medicinec
- Branko Šömen (1936-), scenarist, pisatelj, publicist, novinar
- Jože Olaj (1939-2008), humorist
- Maria Pozsonec (1940-2017), prekmurska madžarska političarka
- Milan Kučan (1941-), prvi predsednik Republike Slovenije
- Evald Flisar (1945-), pisatelj, pesnik, prevajalec, dramatik
- Stanislav Kerman (1950-), hokejist na travi
- Štefan Smej (1952-1996), etnograf, filozof, novinar
- Vlado Kreslin (1953-), glasbenik
- Štefan Sraka (1958-), hokejist na travi
- Feri Lainšček (1959-), pisatelj, pesnik, scenarist, dramatik
- Oto Luthar (1959-), zgodovinar
- László Göncz (1960-), prekmurski madžarski zgodovinar, raziskovalec, politik
- Suzana Tratnik (1963-), pisateljica, sociologinja, publicistka, lezbična aktivistka
- Štefan Kardoš (1966-), pisatelj, pesnik
- Nataša Matjašec Rošker (1967-), igralka
- Judit Zágorec Csuka (1967-), prekmurska madžarska pisateljica, pesnica, prevajalka
- Jernej Šavel (1976-), glasbenik
- Dani Kavaš (1979-), kantavtor, kitarist, pesnik, stripar
- Mitja Mörec (1983-), nogometaš
- Danica Lovenjak (1985-), fotomodelka, moderatorka
- Simon Špilak (1986-), kolesar
- Tomislav Ternar (1990-), tenisač